# بورو (اسطوره)

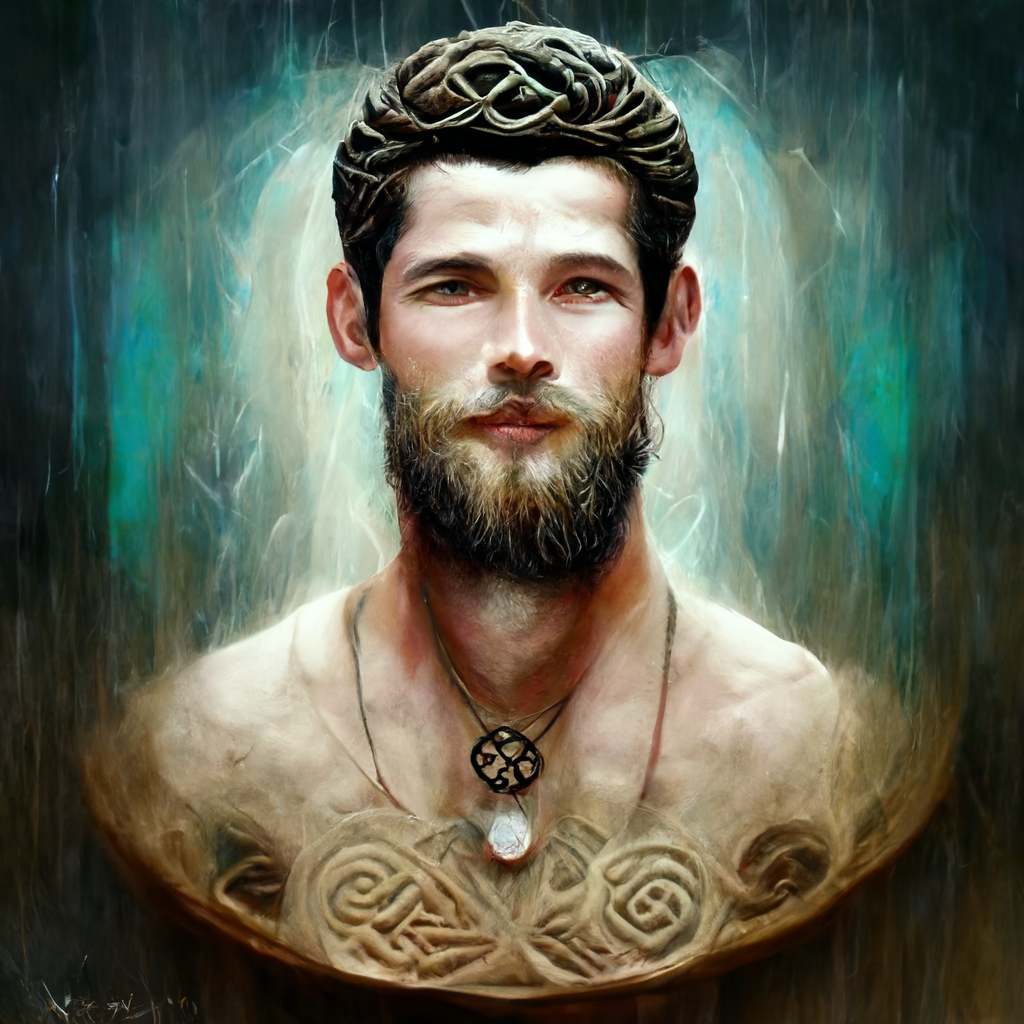
خدای بورمانیکو، شخصیتی از اسطوره‌شناسی گالیسیایی، که توسط هوش مصنوعی Midjourney تصور شده است.

بوروو یا بورمو ایزد چشمه‌های آب گرم در اسطوره‌های سلت می‌باشد. نام این ایزد باستانی هنوز در برخی از مناطق فرانسه به جای مانده‌است که از جمله آن‌ها می‌توان به بوربون، نام خاندان سلطنتی سابق فرانسه و دودمان شاهی امروزی اسپانیا، می‌باشد.